# Fernando Py
Fernando Antônio Py de Mello e Silva, conhecido como Fernando Py (Rio de Janeiro, 13 de junho de 1935 – 21 de maio de 2020), foi um poeta, crítico literário e tradutor brasileiro.
Traduziu a íntegra da monumental obra proustiana Em Busca do Tempo Perdido.

## Biografia
Diplomado em Direito pela Universidade do Rio de Janeiro, estreou-se nas letras em 1962, com a coletânea de poemas Aurora de vidro. É também autor duma extensa bibliografia das primeiras colaborações jornalísticas de Carlos Drummond de Andrade.